# Spletni portal
Spletni portal ali spletne dveri so spletišče, urejeno kot izhodišče za iskanje informacij. Predstavlja vstopno točko na spletu do informacij določenega področja zanimanja. Nudi vsaj štiri osnovne storitve: iskalnik, e-pošto, povezave do sorodnih spletnih strani ter posamezniku prilagojeno vsebino, lahko pa vsebuje tudi klepetalnico, sezname članov, možnost brezplačnega snemanja vsebin ipd. Primeri spletnih dveri so AOL, MSN, Yahoo.

## Vrste
V grobem lahko spletne portale razdelimo v tri kategorije:
- spletni imeniki – portalno oblikovani iskalniki informacij v spletu in predstavljajo vstopno točko za uporabnike, ki želijo najti splošne podatke preko definirane imeniške strukture;
- običajni spletni portali – spletne strani, prilagojene za posameznega uporabnika. Pri teh portalih poznamo tako imenovane horizontalne portale, pri katerih si lahko uporabnik poljubno prilagodi dostop in prikaz podatkov glede na svoje potrebe, in vertikalne ali industrijske portali, ki so orientirani na specifično skupino uporabnikov glede na njihovo dejavnost;
- podjetniški ali poslovni portali – združujejo informacije znotraj intraneta organizacije in izbrane povezave na podatke zunanjih spletnih strani. Na ta način predstavljajo vstopno točko za vse zaposlene v organizaciji, pa tudi za druge uporabnike, ki jih zanimajo podatki o tej organizaciji.